# Level (Spielabschnitt)
Ein Level (engl. ‚Ebene‘, ‚Stufe‘ von lateinisch libra = ‚Waage‘, ‚Gewogenes‘, ‚Gewichtseinheit‘, Artikel: der oder das, Mehrzahl: die Level oder Levels) ist in Computerspielen ein Abschnitt des Spiels, den der Spieler bewältigen muss, um in den nächsten Abschnitt zu gelangen.

## Technik

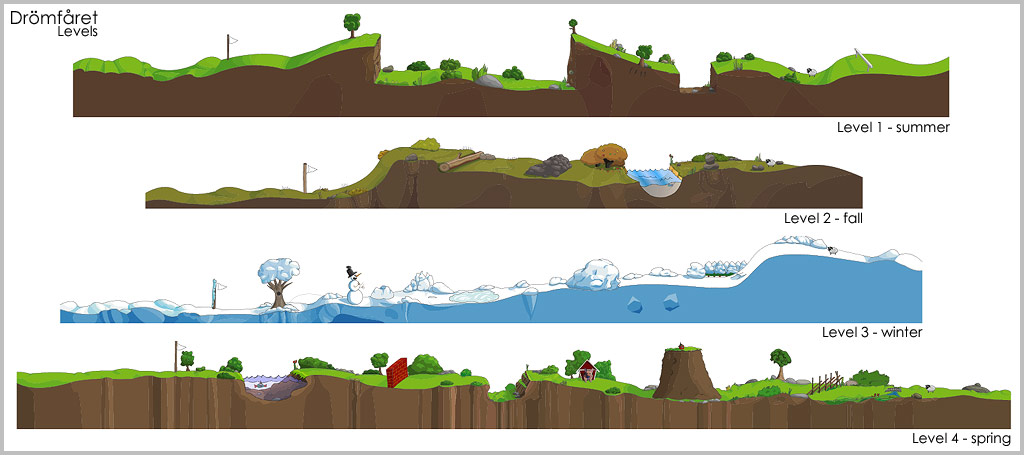
Verschiedene Level im 2D-Spiel Drömfåret

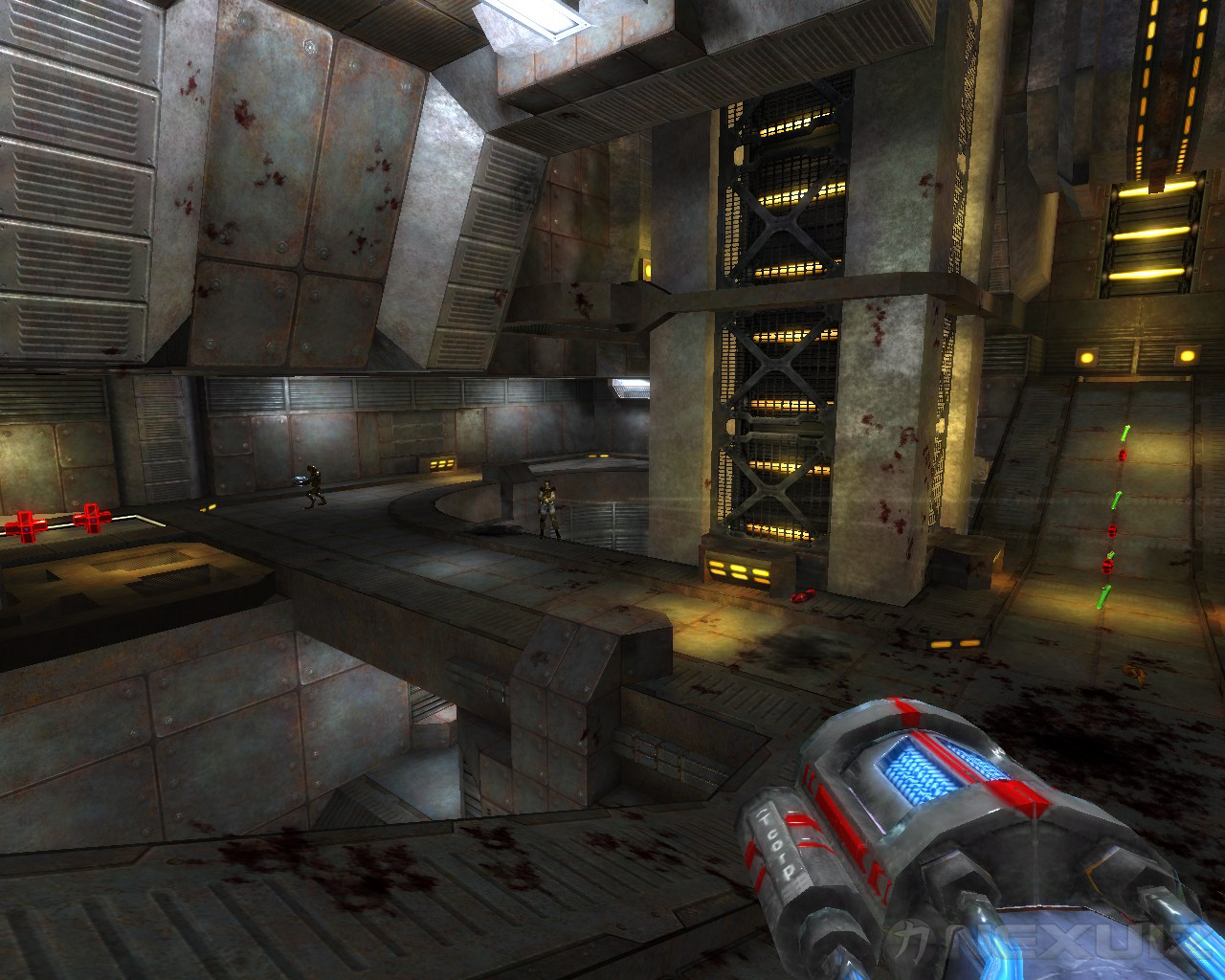
In 3D-Spielen (hier Nexuiz) sind die Level als dreidimensionale Raumkomplexe gestaltet

Die Aufteilung von Spielen in Level ist meist technisch begründet, da keine beliebig große Anzahl von Ressourcen (d. h. Geometrie, Texturen, Umgebungsobjekten oder Effekten) gleichzeitig im Arbeitsspeicher gehalten werden kann. Daher kommt es beim Wechsel zu einem neuen Level üblicherweise zu Wartezeiten, bei denen die Ressourcen geladen werden, die für den nächsten Abschnitt benötigt werden und veraltete Ressourcen freigegeben werden.
Trotz der ursprünglich technisch begründeten Einteilung eines Spiels in mehrere Level wurden diese früh auch als inhaltliches Gliederungsmittel genutzt, sodass bei vielen Spielen die einzelnen Level den Kapiteln in einem Buch oder Akten in einem Theaterstück vergleichbar sind. Der beim Übergang eingeblendete Ladebildschirm kann dabei, in Text und Bild, Informationen zum nächsten Level und zum Fortgang der Geschichte zeigen. Statt eines Ladebildschirms kann auch eine Zwischensequenz bzw. ein Full Motion Video eingesetzt werden. Scheitert der Spieler an einem Level, wird häufig zu einem Game-over-Screen gewechselt.
Neuere Computerspiele brechen oft die klassischen Levelkonventionen auf, indem sie während des normalen Spielbetriebs mittels Streamingtechniken permanent Ressourcen umverteilen und so keine oder nur noch wenige Ladebildschirme einblenden müssen.
Das Leveldesign umfasst Entwurf und Konstruktion komplexer Level in modernen 3D-Spielen. Für die Erstellung eines Levels kommt dabei ein Level-Editor bzw. Karteneditor zum Einsatz.
Bei sehr einfach aufgebauten Computerspielen können die aufeinanderfolgenden Level auch schlicht eine stufenweise Erhöhung des Schwierigkeitsgrades bedeuten, z. B. wird bei Tetris beim Erreichen des nächsten Levels nur die Geschwindigkeit erhöht – bei gleich bleibendem Spielfeld und -prinzip.

## Weitere Begriffe und Abgrenzung
Weitere Bezeichnungen sind Stage (engl. „Abschnitt“, „Bühne“), häufig in 2D-Actionspielen, und die vor allem für den Mehrspielermodus übliche Bezeichnung Map (engl. „Karte“, „Lageplan“, nicht zu verwechseln mit den ebenfalls als Map bezeichneten Übersichtskarten in Computerspielen).
Level bezeichnet in der englischen Sprache auch die Fortschritts- und Entwicklungs-Stufe eines Spielercharakters bei Rollenspielen. Im deutschen Sprachgebrauch ist allerdings das Wort Stufe gebräuchlicher. Leveln ist speziell in Online-Rollenspielen eine Spielstrategie, die zum Ziel hat, möglichst schnell eine hohe Charakterstufe zu erreichen.
Die Mehrzahl von Level lautet ebenfalls Level, manchmal wird aber auch „Levels“ benutzt. Außerdem ist das Wort sowohl maskulin (der) als auch ein Neutrum (das).
In einer Open World gibt es meist keine bzw. nur ein Level, da es nur eine Spielwelt gibt. Es können allerdings bestimmte Bereiche in einer teiloffenen Spielwelt geladen werden müssen. Ebenfalls können Levels, durch Story-Abschnitte oder einen abgegrenzten Bereich für das Gameplay durch ein Quest-System geschaffen werden.
In Strategiespielen wird das Level häufig von dem Szenario geprägt.
In einem Speedrun wird versucht einzelne Level (oder ein ganzes Spiel) in ein möglichst geringen Zeit zu schaffen.

## Besondere Formen von Leveln
Ein spezielles Level, dass der Spieler freischalten oder entdecken kann, aber nicht zum eigentlichen Spielverlauf beiträgt und optional ist, wird auch als Bonuslevel bezeichnet. Es unterscheidet sich oft stark von dem normalen Leveldesign und belohnt den Spieler meist mit speziellen Items. Ein Secret Level ist ein geheimes Level, das als Easter Egg entdeckt werden kann oder durch einen Cheat freigeschaltet werden kann und ein zusätzliches Level bietet, das oft Geheimnisse zu dem Spiel enthält oder sich stark von den anderen Leveln unterscheidet. Ein Secret Level kann auch bei manchen Spielen durch einen Glitch im Spiel erreicht werden.
Ein Dungeon-Level bezeichnet ein meist irrgartenartig verschachteltes Raum- und Gängesystem im Leveldesign, indem der Spieler meist gegen Monster kämpft. Als Auto-Runner bezeichnet man ein Level in einem Plattformer, bei dem sich die Figur kontinuierlich automatisch bewegt. Am Abschluss eines Levelkomplexes muss der Spieler häufig in einem abgesperrten Bereich gegen einen Endgegner antreten, teilweise in einem eignen Level.
Des Weiteren verfügen viele Spiele über ein Tutorial-Level oder einen Testlevel, um den Spieler mit der Spielmechanik vertraut zu machen. Einige Spiele lassen benutzerdefinierte Level (User-generated content), durch einen eigenen Leveleditor oder durch die Unterstützung von Mods zu.
Als Overworld wird ein Ort im Spiel bezeichnet, der es dem Spieler ermöglicht zu anderen Leveln zu reisen. Hierbei kann auch eine Karte eingesetzt werden, auf welcher sich der Spieler bewegen kann. In Online-Spielen wird dieser Bereich auch als Lobby oder Hub bezeichnet und ermöglicht Schnellreisen zu anderen Spielwelten oder Leveln, sowie das Matchmaking und die Soziale Interaktion mit Mitspielern.
Ein Level mit einer persistenten Welt, verändert sich auch dann, wenn der Spieler nichts macht.